# 阿尔卡斯德尔维利亚尔
阿尔卡斯德尔维利亚尔，是西班牙卡斯蒂利亚-拉曼恰昆卡省的一个市镇。总面积82平方公里，总人口817人（2001年），人口密度10人/平方公里。